# 翻山云
翻山云，是指云层先依山的一边而上，或者先被山峦一侧所阻挡，之后出现快速或者突然的掠过山峰，到达山峦的另一端的云层移动现象。翻山云的特点是云层翻山前后，分别有上升和下降的态势。